# Allan Franck
Allan Gunthard Franck (Viburgo, 17 de setembro de 1888 — Porvoo, 28 de maio de 1963) foi um velejador finlandês, medalhista olímpico. Ele competiu nos Jogos Olímpicos de Verão de 1912 na classe 10 Metre e conquistou a medalha de prata na disputa a bordo do Nina com Harry Wahl, Waldemar Björkstén, Jacob Björnström, Bror Brenner, Erik Lindh e Juho Aarne Pekkalainen.